# Open du Pays d'Aix 2023
L'Open du Pays d'Aix 2023 è stato un torneo maschile di tennis giocato sulla terra rossa. È stata la 10ª edizione del torneo, facente parte della categoria Challenger 175 nell'ambito dell'ATP Challenger Tour 2023. Si è giocato al Country Club Aixois di Aix-en-Provence, in Francia, dal 2 al 7 maggio 2023.

## Partecipanti

### Teste di serie
| Nazionalità | Giocatore               | Ranking* | Testa di serie |
| ----------- | ----------------------- | -------- | -------------- |
| Stati Uniti | Tommy Paul              | 17       | 1              |
| Stati Uniti | Brandon Nakashima       | 44       | 2              |
| Francia     | Adrian Mannarino        | 46       | 3              |
| Svezia      | Mikael Ymer             | 50       | 4              |
| Regno Unito | Andy Murray             | 52       | 5              |
| Kazakistan  | Aleksandr Bublik        | 55       | 6              |
| Francia     | Grégoire Barrère        | 56       | 7              |
| Argentina   | Tomás Martín Etcheverry | 59       | 8              |

* Ranking al 24 aprile 2023.

### Altri partecipanti
I seguenti giocatori hanno ricevuto una wild card per il tabellone principale:
- Gaël Monfils
- Andy Murray
- Tommy Paul

I seguenti giocatori sono entrati in tabellone come alternate:
- Geoffrey Blancaneaux
- Riccardo Bonadio
- Laurent Lokoli
- Benoît Paire
- João Sousa

I seguenti giocatori sono passati dalle qualificazioni:
- Ivan Gakhov
- Arthur Cazaux
- Hamad Međedović
- Robin Haase

I seguenti giocatori sono entrati in tabellone come lucky loser:
- Dan Added
- Harold Mayot

## Punti e montepremi
| Torneo    | Torneo              | V      | F      | SF    | QF    | 2T    | 1T    | Q | Q2  | Q1  |
| Singolare | Punti               | 175    | 100    | 60    | 32    | 15    | 0     | 6 | 3   | 0   |
| Singolare | Premi in denaro (€) | 27,155 | 16,000 | 9,450 | 5,500 | 3,240 | 1,950 | – | 980 | 490 |
| Doppio    | Punti               | 175    | 100    | 60    | 32    | –     | 0     | – | –   | –   |
| Doppio    | Premi in denaro (€) | 11,680 | 6,775  | 4,065 | 2,410 | –     | 1,355 | – | –   | –   |

## Campioni

### Singolare
Andy Murray ha sconfitto in finale  Tommy Paul con il punteggio di 2–6, 6–1, 6–2.

### Doppio
Jason Kubler /  John Peers hanno sconfitto in finale  Nuno Borges /  Francisco Cabral con il punteggio di 6(5)–7, 6–4, [10–7].